# 海山乡
海山乡是中华人民共和国浙江省台州市玉环市下辖的一个乡。玉环市2个海岛乡之一，面积7.15平方千米，人口0.68万人。

## 行政区划
海山乡下辖以下村级行政区划单位：
茅坦村、横床村、大岙村、南滩村、礁头村、大青村、小青村、虹田村和抛西村。
海山乡包括9个村，其中5个村位于主岛茅埏岛，乡人民政府设于该岛大岙村。其它4个为一岛一村，不过小青山在漩门三期围垦工程中已经和楚门-玉环半岛上的清港镇苔山村相连，不再是海岛村。
| 村                                     | 所在岛屿           |
| -------------------------------------- | ------------------ |
| 大岙村、虹田村、抛西村、礁头村、南滩村 | 茅埏岛             |
| 横床村                                 | 大横床岛           |
| 茅坦村                                 | 茅坦岛             |
| 大青村                                 | 大青山             |
| 小青村                                 | 小青山（已经连陆） |